# Johan Laats
Johan Laats (ur. 10 stycznia 1967 w Wilrijk) – belgijski judoka. Trzykrotny olimpijczyk. Zajął piąte miejsce w Barcelonie 1992, dziewiąte w Atlancie 1996 i zajął 34. lokatę w Seulu 1988. Walczył w wadze półlekkiej.
Zdobył srebrny medal na mistrzostwach świata w 1991, piąty w 1993; uczestnik zawodów w 1989 i 1997. Startował w Pucharze Świata w latach 1989−1993, 1995−1997. Zdobył siedem medali na mistrzostwach Europy w latach 1988−1997. Trzeci na Igrzyskach dobrej woli w 1994 roku.
Jest bratem Philipa Laatsa judoki i czterokrotnego olimpijczyka.

## Letnie Igrzyska Olimpijskie 1988
| Konkurencja | Rundy eliminacyjne      | Klas. końcowa |
| Konkurencja | 1/64                    | Miejsce       |
| ----------- | ----------------------- | ------------- |
| 78 kg       | Ahn Byeong-keun (KOR) P | 34.           |

## Letnie Igrzyska Olimpijskie 1992
| Konkurencja | Rundy eliminacyjne | Rundy eliminacyjne    | Rundy eliminacyjne        | Finały                   | Finały                | Klas. końcowa |
| Konkurencja | 1/32               | 1/16                  | 1/4                       | 1/2                      | o 3. miejsce          | Miejsce       |
| ----------- | ------------------ | --------------------- | ------------------------- | ------------------------ | --------------------- | ------------- |
| 78 kg       | Ryan Birch (GBR) Z | Zsolt Zsoldos (HUN) Z | Bertrand Damaisin (FRA) Z | Hidehiko Yoshida (JPN) P | Kim Byung-joo (KOR) P | 5.            |

## Letnie Igrzyska Olimpijskie 1996
| Konkurencja | Rundy eliminacyjne          | Rundy eliminacyjne  | Repasaże            | Repasaże               | Klas. końcowa |
| Konkurencja | 1/32                        | 1/16                | Przeciwnik I        | Przeciwnik II          | Miejsce       |
| ----------- | --------------------------- | ------------------- | ------------------- | ---------------------- | ------------- |
| 78 kg       | Dragoljub Radulović (YUG) Z | Stefan Dott (GER) P | Ricky Dixon (NCA) Z | Iraklı Uznadze (TUR) P | 9.            |